# Zosis peruana
Zosis peruana là một loài nhện trong họ Uloboridae.
Loài này thuộc chi Zosis. Zosis peruana được Eugen von Keyserling miêu tả năm 1881.